# Д-25 (двигатель)

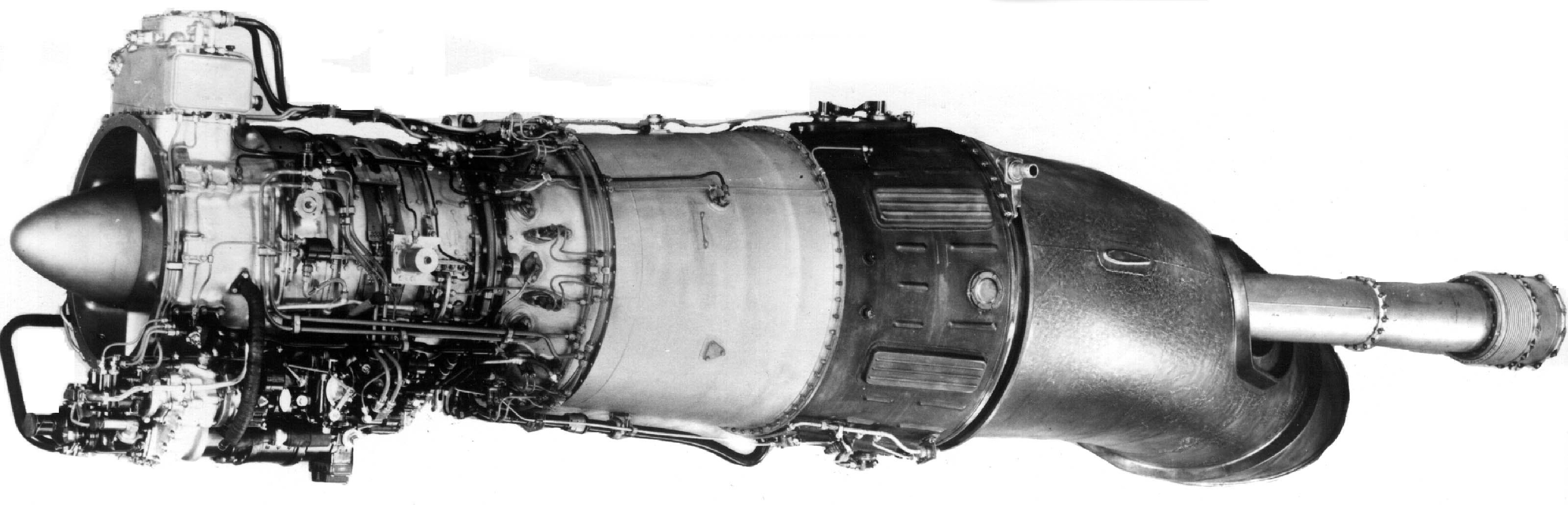
Рис. 1. Двигатель Д-25В для тяжелого вертолета Ми-6

Д-25В — авиационный турбовальный двигатель. Разработан в 1950-е годы в ОКБ-19 (ныне — АО ОДК «Авиадвигатель», Пермь) под руководством Главного конструктора Павла Александровича Соловьёва. Двухвальный, со свободной турбиной привода полезной нагрузки.
Вал турбокомпрессора несёт на себе 9-ступенчатый осевой компрессор и 1-ступенчатую турбину, свободная турбина — 2-ступенчатая, камера сгорания — трубчато-кольцевая с 12 жаровыми трубами. Для защиты от помпажа на двигателе предусмотрены ленты перепуска воздуха компрессора с возможностью ручного (электрическим выключателем) открытия, что также использовалось для отопления кабины Ми-6.

## Носители
Двигатель предназначался для тяжёлых вертолётов семейства Ми-6:
- Ми-6
- Ми-10
- Ми-10К
- Ми-12 — вариант Д-25ВФ